# Velayate Faqih
Velayat-e Faqih (persiska: ولایت فقیه, Juristens förmyndarskap), eller Wilayat al-faqih (arabiska: ولاية الفقيه), är en tolvshiitisk doktrin om de islamiska rättslärdas styre under den tolfte imamens stora fördoldhet. Faqih är någon som skolats i islamisk rättsvetenskap (fiqh), och är kvalificerad att ge religiösa åsikter (fatwa) på praktiska frågor. Faqihens åsikter baseras på Koranen, sunna, den lärda gemenskapens konsensus, och intellektet.

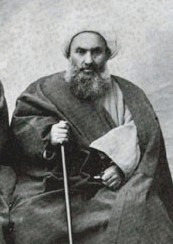
Sheikh Fazlollah Nuri

Wilayat al-faqih grundar sig på tankar som den under den konstitutionella revolutionen avrättade Sheikh Fazlollah Nuri hade om att den politiska makten endast har legitimitet om den ligger under de islamiska rättslärdas övervakning. Därför har Iran efter den islamiska revolutionen 1979 ett råd bestående av höga imamer som godkänner vilka kandidater som tillåts ställa upp i parlamentsvalet. Shora-ye-Negaban eller Väktarrådet är en självständig, icke-folkvald institution i det iranska statsskicket som består av sex mullor (troslärda) och sex jurister. Väktarrådet har en central kontrollerande roll i Irans politik då det godkänner kandidaterna till de folkvalda institutionerna parlamentet, expertrådet och presidentposten. Väktarrådet har även till uppgift att värna mot lagstiftning och andra förslag som kan vara "skadliga" för statsskicket. Lagar som stiftas får inte strida mot konstitutionen eller sharia, den islamiska rätten.
Wilayat al-faqih förknippas särskilt med Ruhollah Khomeini och den islamiska republiken Iran. I en serie föreläsningar 1970 förde Khomeini fram idén om förmyndarskap i dess "absoluta" form som statens och samhällets styre. Denna version av förmyndarskap utgör nu grunden för den islamiska republiken Irans konstitution, som kräver att en förmyndande jurist tjänar som landets högste ledare.
Det refereras till Sheikh Mufid som ska ha skrivit att så länge som en rättvis sultan inte finns för att styra över det som nämndes i dessa delar av rättsvetenskap, då är det upp till den sanne, rättvise mujtahiden som är intelligent och dygdig att styra över det som den rättvise sultanen var ansvarig för (en rättvis sultan refererar till en felfri imam enligt Sheikh Mufids terminologi).
Traditionell shiamuslimsk doktrin säger att religiöst lärda skall avhålla sig från politisk aktivitet och invänta den fördolde tolfte imamens återkomst. Khomeini förbigick denna trosmening genom att hävda att man i väntan på den fördolde imamen, dvs den 12:e imamens återkomst, skulle inrätta ett styre som är så förenligt som möjligt med det styre som denne efterlängtade kan tänkas inrätta. Ayatolla Khomeini drog slutsatsen att de som bäst kunde förväntas styra var de som hade religiös utbildning, det vill säga "ulama" – de muslimska lärda.

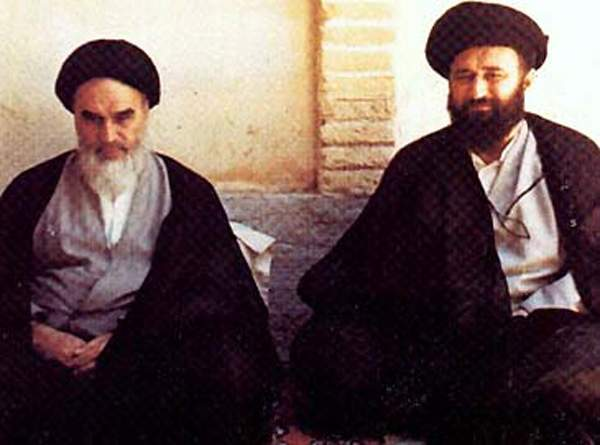
Ruhollah Khomeini och hans son Mostafa i Najaf, Irak.

På grundval av påståendet att rättvisa endast kan uppnås under islamiskt styre, argumenterade Khomeini för etablerandet av en islamisk stat med Koranen och sunna som dess konstitution och sharia som dess lag.